# Nystads nya kyrka
Nystads nya kyrka är en kyrkobyggnad i den finländska staden Nystad i landskapet Egentliga Finland.

## Kyrkobyggnaden
Kyrkan är en långhuskyrka. Den byggdes i tegel i nygotisk stil mellan åren 1858 och 1863, och invigdes 1864. Arkitekten var Georg Theodor Chiewitz.

## Inventarier
Kyrkans altartavla är målad av R. W. Ekman. Orgeln med 27 stämmor är byggd av Marcussen & Søn i Åbenrå, Danmark år 1865.